# Малая Осница
Малая Осница (укр. Мала Осниця) — село в Колковской поселковой общине Луцкого района Волынской области Украины.
До 2020 года входило в Маневичский район.
Код КОАТУУ — 0723681103. Население по переписи 2001 года составляет 377 человек. Почтовый индекс — 44650. Телефонный код — 3376. Занимает площадь 1,16 км².